# Nowosiółki (województwo mazowieckie)
Nowosiółki – wieś sołecka w Polsce położona w województwie mazowieckim, w powiecie płońskim, w gminie Nowe Miasto.
W latach 1975–1998 miejscowość położona była w województwie ciechanowskim.